# Misaki Shigeno
Misaki Shigeno (茂野 美咲, Shigeno Misaki) est une sauteuse à ski japonaise, née le 5 novembre 1986 à Minamiuonuma.

## Biographie
Membre du club de ski Shintai, Elle commence sa carrière en 2006 dans la Coupe continentale avant d'obtenir ses plus grands succès aux Universiades, décrochant la médaille d'argent en 2007 à Pragelato et la medaille d'or en 2009 à Yabuli.
En 2013, elle commence participe à la Coupe du monde juste créée, marquant des points dès ses premières sorties. Sa meilleure performance sur une épreuve est une 14e place au Mont Zaō en 2013, saison où elle enregistre aussi son meilleur classement général (29e).
Aux Championnats du monde 2013 à Val di Fiemme, elle se classe 22e.
En août 2019, elle obtient son premier podium dans la Coupe continentale estivale à Szczyrk.

## Palmarès

### Championnats du monde
| Épreuve / Édition | Val di Fiemme 2013 |
| Individuel        | 22e                |

### Coupe du monde
- Meilleur classement général : 29e en 2013.
- Meilleur résultat individuel : 14e.

#### Classements généraux annuels
| Année | Rang |
| 2013  | 29e  |
| 2014  | 38e  |
| 2015  | 43e  |
| 2017  | 49e  |
| 2018  | 42e  |
| 2019  | 47e  |

### Coupe continentale
- 1 podium.